# South Armagh Brigade

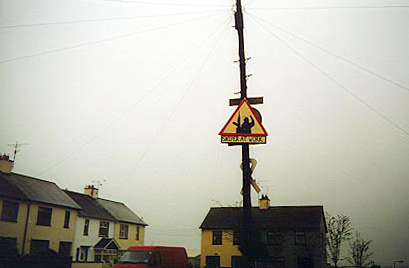
Le panneau SNIPER AT WORK a

La South Armagh Brigade (« brigade du sud d'Armagh ») est un groupe paramilitaire de l'Armée républicaine irlandaise provisoire (IRA provisoire) actif dans le sud du comté d'Armagh lors du conflit nord-irlandais. Organisée en deux bataillons, l'un actif vers Jonesborough (en) et l'autre vers Crossmaglen (en), elle aurait été forte d'une quarantaine de membres dans les années 1990.
Prétendument commandée depuis les années 1970 par Thomas Murphy qui est également soupçonné d'être membre du Conseil de l'armée de l'IRA (en), la brigade se distingue par rapport à d'autres brigades de l'IRA, pour ne pas avoir adoptée une structure en cellules.
Entre 1970 et 1997, elle serait responsable de la mort d'au moins 165 membres des forces de sécurité britanniques dont 123 soldats britanniques. Elle a tenté d'abattre des hélicoptères britanniques plusieurs fois dont pendant la Bataille de Newry Road en 1993.
La brigade est également accusée de contrebande à la frontière.